# تارانت هایتاپ
تارانت هایتاپ ، که همچنین به عنوان کلاهدوز دیوانه شناخته می شود، شخصیت داستانی در فیلمهای آلیس در سرزمین عجایب و دنباله‌اش  آلیس در آن‌سوی آینه است ، این شخصیت بر اساس شخصیت کلاهدوز دیوانه از رمان های آلیس لوئیس کارول است.  او توسط بازیگر جانی دپ  بازیگری شده است. او به عنوان قهرمان مذکر فیلم کار می کند. 
پذیرش انتقادی این شخصیت برای اولین فیلم مثبت بود، اگرچه دپ برای دو جایزه تمشک طلایی برای عملکردش برای در آنسوی آینه  ، از جمله بدترین بازیگر مکمل مرد ، نامزد دریافت جایزه شد.  